# Catenae di Cerere
Segue una lista delle catenae presenti sulla superficie di Cerere. La nomenclatura di Cerere è regolata dall'Unione Astronomica Internazionale; la lista contiene solo formazioni esogeologiche ufficialmente riconosciute da tale istituzione.
Le catenae di Cerere portano i nomi di festività associate all'agricoltura.
Sono tutte state identificate durante la missione della sonda Dawn, l'unica ad avere finora raggiunto Cerere.

## Prospetto
| Catena          | Eponimo | Latitudine | Longitudine | Diametro |
| --------------- | --- | ---------- | ----------- | -------- |
| Baltay Catena   | Baltay - Festività agricola presso i Mordvini.                                                             | 49,34° S   | 274,49° E   | 83,5 km  |
| Gerber Catena   | Gerber - Festa che segue la semina primaverile presso gli Udmurti.                                         | 38,3° S    | 215,5° E    | 100 km   |
| Junina Catenae  | Junina - Festività rurale brasiliana alla fine della stagione piovosa.                                     | 26,05° N   | 214,94° E   | 263 km   |
| Pongal Catena   | Pongal - Festa del raccolto presso i Tamil.                                                                | 37,37° S   | 267,66° E   | 95,5 km  |
| Samhain Catenae | Samhain - Festa al termine della stagione del raccolto presso le popolazioni gaeliche di Irlanda e Scozia. | 2,75° S    | 252,85° E   | 715 km   |
| Uhola Catenae   | Uhola - Festa del raccolto presso le popolazioni della Nigeria.                                            | 10,65° S   | 286,66° E   | 400 km   |